# 朝

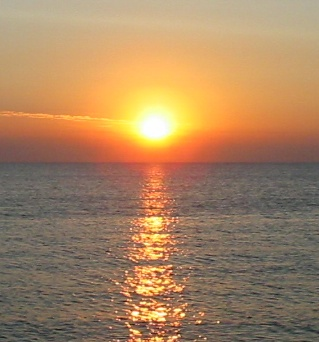
日の出

朝（あさ、あした）は、陽が昇ってから正午までの間のある程度の範囲の時間帯のこと。時には午前と一致する。一般的に人間はこの時間帯に起き、活動を始める。また、この朝という概念は地球上のほとんどの民族に存在する。

## 朝型
朝早く起きることが苦でなく、朝早くから何かしらの活動ができる人のことを『朝型』という。これは、朝型の人は早く起きることによって体温のピークが早く来るために比較的早く眠くなり、朝の目覚めが早くなり、午前中の方が調子の良い傾向にあるためである。

## 天気
夜明け前は一日でもっとも気温が下がる時間である。夜明け前に気温が低下して、空中の水蒸気が凝結して水滴となり、植物などに付着したものが朝露である。なお、植物が夜間に葉先から水を分泌する場合もある。
冬季にはこれが水とならずに氷となり、これを霜という。霜柱はこれらとは異なり、土中の水分が凍ったものである。
アサガオは朝に開花して、昼前にはしぼむ。紫陽花の花は六月頃の朝にしか咲かない。

## 気象庁の予報用語
気象庁では、混乱や誤解を避けるため、天気予報などで用いる用語を定めている。府県天気予報の用語では、「朝」は6時から9時を指している。ただし、「朝の最低気温」と言う時の「朝」は0時から9時までを指す。
また、関連する用語として「明け方」「夜明け」「早朝」が説明されている。「明け方」は、府県天気予報では3時から6時（「朝」の前の時間）であり、季節によって変動する「日の出」の時刻とは関連しない。一方、「夜明け」は「日の出の前の空が薄明るくなる頃」、「早朝」は「一般の人が活動を始める前。季節、地域にもよるが「夜明け」からおよそ1～2時間」と、「日の出」と関連づけて説明されている。

## その他
- キリスト教では、朝は一日の出来事にまだ心を煩わされない、心が最も鋭敏な時なので神と交わる最上の時であるとしている。キリスト教系の学校では朝の礼拝が行われる。
- イスラム教では早朝に1日5回の礼拝の1つめであるスブフの祈りを行う。
- 朝廷という名称は、公務を朝行ったことが起源である。
- 十二時辰の鐘の数による呼び名では、明け六つから真昼まで、明け六つ、朝五つ、朝四つまたは昼四つ、昼九つ（真昼）と呼ぶ。